# Alfred Roth

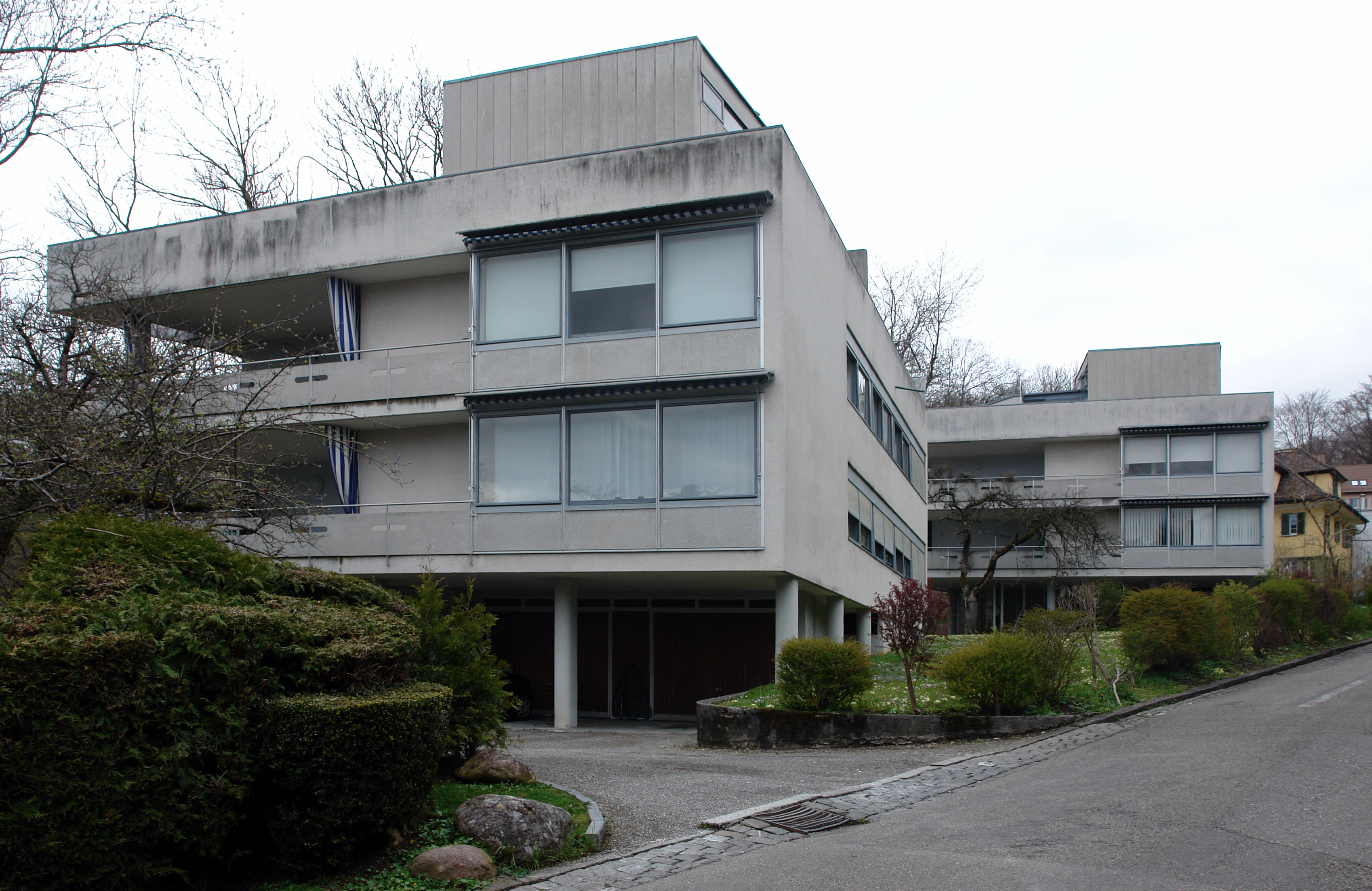
Casas Doldertal (1934-1936), de Alfred y Emil Roth y Marcel Breuer, Zúrich

Alfred Roth (Wangen an der Aare, Suiza; 21 de mayo de 1903 - Zúrich, Suiza; 20 de octubre de 1998) fue un arquitecto, pintor y profesor suizo, de estilo racionalista. 

## Trayectoria
Estudió en la Escuela Politécnica Federal de Zúrich. En 1927, entró a trabajar en el estudio de Le Corbusier y Pierre Jeanneret en París, donde se encargó de supervisar las dos casas proyectadas por estos arquitectos para la urbanización Weißenhofsiedlung en Stuttgart (Haus Citrohan y Haus Le Corbusier). Entre 1928 y 1930, colaboró con Ingrid Wallberg en Göteborg (Suecia), tras lo cual regresó a su país. En 1932, consiguió abrir su propio estudio en Zúrich.
Miembro del CIAM (Congreso Internacional de Arquitectura Moderna), mantuvo contactos con numerosos arquitectos racionalistas y fue un destacado representante de la arquitectura moderna en su país. Además de a la arquitectura, se dedicó a la pintura y la publicidad, e impartió numerosas conferencias. Fue también redactor jefe de la revista Das Werk. Se dedicó igualmente a la docencia y, entre 1957 y 1971, dio clases en la Escuela Politécnica Federal de Zúrich.
Entre 1928 y 1937, realizó diversas construcciones industriales en Wangen, su localidad natal, así como dos casas individuales en Oberägeri, entre ellas la del arquitecto Henry Van de Velde. Junto a su primo Emil Roth y el arquitecto húngaro Marcel Breuer, construyó las casas Doldertal en Zúrich (1934-1936), que recogían las principales premisas del racionalismo: forma cúbica sostenida por pilotis, ventanas horizontales y terrazas en voladizo.
Desde los años 1940 se dedicó, junto a otras tipologías, a los edificios escolares, de los que destacan sus escuelas de Saint Louis (Estados Unidos) y Zúrich-Riedhof (1961-1963). Construyó también varias escuelas en Kuwait (1970-1972), que le abrieron las puertas para numerosos proyectos en Oriente Medio. Posteriormente, se asoció con Alvar Aalto para la construcción de los complejos Schönbühl en Lucerna (1967) y Sabbag en Beirut, Líbano (1966-1969).